# Napeogenes benigna
Napeogenes benigna är en fjärilsart som beskrevs av Gustav Weymer 1899. Napeogenes benigna ingår i släktet Napeogenes och familjen praktfjärilar. Inga underarter finns listade i Catalogue of Life.